# Eilean Fladday
Eilean Fladday est une île du Royaume-Uni située en Écosse.